# Coprococcus eutactus
Coprococcus eutactus è una specie di batterio appartenente alla famiglia delle Lachnospiraceae.